# Altersmigration
Die Bezeichnungen Altersmigration oder auch Ruhesitzmigration, Ruhestandsmigration oder Residenztourismus sind weitgehend synonyme Sammelbegriffe für die Migration von Personen, die eine Altersrente beziehen bzw. im Rentenalter sind. Das Konzept der Altersmigration umfasst sowohl die Auswanderung Älterer in einen anderen Staat (transnationale Migration) als auch ihre Wohnsitzverlagerung innerhalb eines Landes (Binnenmigration). Ebenso sind sowohl Personen mit dauerhafter Wohnsitzverlagerung als auch Personen mit wechselnder Wohnsitzverlagerung (sog. saisonales Pendeln) einbezogen.

## Herkunfts- und Zielregionen

### Deutschland, Österreich und die Schweiz

#### Gründe
Es wird unterschieden zwischen „Personen, die als Ruhesitzmigranten kurz vor oder kurz nach dem Übergang in den Ruhestand in das Ausland migrieren“, und „Personen, die erst im fortgeschrittenen Seniorenalter und mit absehbaren gesundheitlichen Problemen oder einer beginnenden Pflegebedürftigkeit Deutschland verlassen“. Bei der ersten Gruppe dominieren annehmlichkeitsorientierte und touristische Gründe, bei der zweiten gesundheitliche und familiäre Gründe. Ein Großteil der älteren Auswanderer aus Deutschland nutzt ihren Ruhesitz im Ausland nur saisonal und behält einen Wohnsitz im Inland bei; nur zu einem geringeren Teil sind es Dauerresidenten im Ausland. Zu den Gründen für eine solche Multilokalität bzw. Pendelmigration zwischen zwei Ländern zählen auch der Wunsch nach Aufrechterhaltung familiärer und sozialer Kontakte sowie, aus versicherungsrechtlichen und sprachlichen Gründen, Aufenthalte für planbare Arzt- und Krankenhausbesuche.
Die beliebtesten Zielländer für die gut 230.000 deutschen Rentner im Ausland waren 2017 die Schweiz (ca. 26.000 Personen), Österreich und die USA (je ca. 24.000).
Auch unter Menschen mit Migrationshintergrund und binationalen Paaren sind transnationale Lebensentwürfe verbreitet. Siehe hierzu auch: Situation der älteren türkischstämmischen Bevölkerung in Deutschland. Wer eine Rente eines deutschen Trägers bezieht und sich vor der Ausreise mindestens acht Jahre rechtmäßig im Bundesgebiet aufgehalten hat, erhält in der Regel eine Aufenthaltserlaubnis (§ 37 Abs. 5 AufenthG).
Bei der Entscheidung für eine Emigration im Rentenalter spielen neben der Hoffnung auf eine höhere Lebensqualität auch Faktoren wie die Höhe der Lebenshaltungskosten, eventuelle Sprachbarrieren und das Niveau der medizinischen Versorgung bei der Auswanderungsentscheidung eine Rolle.

#### Steuer und Sozialversicherung
Im Jahr 2020 erhielten über 248.000 deutsche Ruheständler Rentenüberweisungen ins Ausland. Rentenzahlungen aus dem Ausland an Personen, die in Deutschland ansässig sind, sind in Deutschland steuerpflichtig (Welteinkommensprinzip). Seit 2005 sind auch alle ins Ausland überwiesene deutsche Renten in Deutschland zu versteuern. Dabei kommen jeweils ggf. Doppelbesteuerungsabkommen zum Tragen. Bezieher deutscher Renten, die dauerhaft im Ausland leben, sind in Deutschland beschränkt steuerpflichtig; das bedeutet, dass ihnen der Freibetrag und das Ehegattensplitting nur zugutekommen, wenn sie auf Antrag als unbeschränkt steuerpflichtig behandelt werden (§ 1 EStG Abs. 3). (Siehe hierzu auch: Ehegattensplitting bei Wohnsitz im Ausland.)
Leistungen der deutschen gesetzlichen Rentenversicherung, auf die eine Anwartschaft erworben wurde, werden seit dem 1. Oktober 2013 in voller Höhe auch ins Ausland ausbezahlt. (Zuvor gab es Ausnahmefälle, in denen die Rente nur eingeschränkt oder gar nicht ins Ausland überwiesen wurde: Hatte etwa ein Leistungsberechtigter der Rentenversicherung seinen gewöhnlichen Aufenthalt im Ausland, waren Leistungskürzungen möglich, wenn dem keine über- oder zwischenstaatliches Regelung – etwa ein Sozialversicherungsabkommen – entgegenstand.) Wer eine deutsche Rente im Ausland bezieht, muss (bis auf Ausnahmen für bestimmte Staaten) eine jährliche Lebensbescheinigung einreichen.
Gesetzlich Krankenversicherte haben bei Aufnahme einer Beschäftigung innerhalb eines begrenzten Zeitraums nach einer Rückkehr nach Deutschland wieder Anspruch auf Versicherung durch ihre frühere Krankenversicherung; für Rentner gelten andere Voraussetzungen (s. a. 9/10-Regelung). In bestimmten Fällen kann es sinnvoll sein, vor der Auswanderung eine Anwartschaft abzuschließen. Bei Auswanderung in EU/EWR-Staaten oder in die Schweiz bleibt die gesetzliche Krankenversicherung bestehen und kann am neuen Wohnort im Ausland in Anspruch genommen werden (Ausnahme: wer auch eine Rente vom Wohnstaat bezieht, muss sich gemäß der Verordnung (EG) 883/2004 dort krankenversichern). Allerdings werden Leistungen nur in dem Ausmaße erstattet, wie das auch dort für gesetzlich Versicherte üblich ist. In der Schweiz und in Frankreich ist ein hoher Eigenanteil an Arzt- und Krankenhauskosten zu zahlen. In Spanien sind Medikamente kostenfrei, Zahnbehandlungen aber ausgeschlossen.
Die Pflegeversicherung hingegen war konzipiert mit dem Ziel, alle in Deutschland lebenden und dort krankenversicherten Personen entsprechend gegen das Risiko der Pflegebedürftigkeit abzusichern. Nach der Rechtsprechung des Europäischen Gerichtshofs (EuGH) fallen Geldleistungen aus der Pflegeversicherung unter die Verordnung (EWG) Nr. 1408/71 (Nachfolgeverordnung: "Verordnung [EG] Nr. 883/2004). In den betreffenden Staaten – in der EU, dem EWG und der Schweiz – ist daher je nach Einzelfall auch bei einem längeren Aufenthalt der Bezug von Pflegegeld möglich, wobei Sachleistungen in der häuslichen Versorgung im Ausland nicht von der deutschen Pflegeversicherung übernommen werden. Bei Auslandsaufenthalten von über 6 Wochen im Kalenderjahr in anderen Staaten ruht der Anspruch auf Leistungen der sozialen Pflegeversicherung (§ 34 Abs. 1 Nr. 1 SGB XI). Auf Antrag kann man sich bei Verlegung ihres Wohnsitzes oder gewöhnlichen Aufenthaltes ins Ausland weiterversichern (§ 26 Abs. 2 SGB XI). Die macht ggf. einen Unterschied beim Anspruch auf Leistungen: So hat im Pflegefall nur derjenige sofort Anspruch auf Leistungen, der innerhalb der letzten zehn Jahre mindestens zwei Jahre lang Beiträge gezahlt hat (§ 33 Abs. 2 SGB XI). Private Pflegezusatzversicherungen (etwa Pflegetagegeldversicherungen) zahlen zum Teil auch bei Pflege im Ausland.
Nur in eng umrissenen Ausnahmefällen haben Deutsche, die ihren gewöhnlichen Aufenthalt im Ausland haben, nach § 24 Zwölftes Buch Sozialgesetzbuch Anspruch auf Leistungen der Sozialhilfe, etwa der Grundsicherung im Alter und bei Erwerbsminderung (siehe hierzu auch: Florida-Rolf).

### Migration innerhalb der Europäischen Union

#### Freizügigkeit
Mit dem Maastrichter Vertrag wurde 1992 das Recht der Freizügigkeit für EU-Bürger (Art. 18 EU-Vertrag, Art. 45 Charta der Grundrechte der EU 2009), das in den 1960ern zunächst nur für Arbeitnehmer, später auch für Selbständige und Dienstleistungserbringer eingeführt worden war, auch auf Studenten und Rentner ausgeweitet. Seit 2004 benötigen EU-Bürger bei der Auswanderung in einen anderen EU-Staat auf Basis der Richtlinie 2004/38/EG (Freizügigkeitsrichtlinie) keine Aufenthaltserlaubnis mehr, welche zuvor bei einem geplanten Aufenthalt von mehr als drei Monaten erforderlich war. Sie müssen sich nur noch in das Bevölkerungsregister des neuen Wohnorts eintragen lassen, was üblicherweise der Nachweis einer Krankenversicherung und ausreichender Existenzmittel voraussetzt.

#### Sozialversicherungsabkommen
Für den Einzelnen können sich durch die Auswanderung in einen anderen EU-Staat Veränderungen in der Sozial- und Rentenversicherung sowie in der Kranken- und Pflegeversicherung ergeben. Wer als in Deutschland gesetzlich krankenversicherter Rentner in ein anderes EU/EWR-Land oder in die Schweiz zieht und dort keinen eigenen Rentenanspruch hat, bleibt aufgrund eines Sozialversicherungsabkommens weiterhin Mitglied der gesetzlichen Krankenversicherung und kann deren Leistungen am neuen Wohnort im Ausland in Anspruch nehmen. Auf Basis der Richtlinie 2014/50/EU bleiben bei einem Umzug in einen anderen EU-Staat auch bestehende Ansprüche auf eine betriebliche Altersversorgung erhalten.

### Vereinigte Staaten
Eine Daueraufenthaltserlaubnis zu erhalten kann in den USA im Alter schwerer sein als während der Erwerbstätigkeit.
Die Küste der US-amerikanischen Staaten Florida und Kalifornien sind Anziehungspunkt für zahlreiche Rentner. Hauptsächlich im Südwesten konzentriert sind die sogenannten „Rentnerstädte“ (Sun Cities). In den USA spricht man von scherzhaft von „Snowbirds“ bei über zeitliche, finanzielle und gesundheitliche Ressourcen verfügenden Personen aus den nördlichen US-Staaten oder Kanada, die die kälteren Monate in sonnigeren Regionen wie etwa Arizona, Florida, Kalifornien und in Texas oder auch in Mexiko oder in der Karibik verbringen und für den Sommer nach Norden zurückkehren. Man kann in den USA zwischen drei Formen der Altersmigration unterscheiden: bei Renteneintritt, beim Einsetzen erster gesundheitlicher Einschränkungen, sowie beim Einsetzen einer Pflegebedürftigkeit größeren Umfangs. Die Personen der ersten Gruppe sind tendenziell jünger als die der zweiten und der dritten Gruppe.
Eingebürgerte Einwanderer haben in den USA seit 1965 die Möglichkeit, als Sponsor eine Einwanderung ihrer Eltern aus dem Ausland in die USA zu unterstützen. Die meisten der neu in die USA Eingewanderten ab 60 Jahren werden auf diese Weise im Rahmen der Familienzusammenführung „gesponsert“. Insgesamt lag die Zahl der Neueinwanderer ab 60 Jahren im Jahr 1986 bei 40.000; sie erreichte 2006 mit fast 101.000 einen Höchststand und lag 2010 bei 86.000. Für eine Einwanderung in die Vereinigten Staaten reichen Grundbesitz und Renten- bzw. Pensionseinkünfte  nicht aus: Voraussetzung ist vielmehr ein sehr großes Vermögen, Investitionen in den Vereinigten Staaten oder die Ehe mit einem amerikanischen Staatsbürger. Hat man einen anderen nahen Verwandten (Sohn, Tochter, Bruder oder Schwester) als U.S.-amerikanischen Sponsor, gelten aufgrund von Quotenregelung teils jahrelange Wartezeiten.

### Weitere Staaten
In Großbritannien besteht ein Trend, dass Rentner in ländliche Regionen oder Küstengebiete ziehen. Als Gründe werden der dort langsamere Lebensrhythmus und die Landschaft angegeben. Bei einem Umzug aus dem Vereinigten Königreich ins Ausland entfällt je nach Zielland der Anspruch auf regelmäßige, die Kaufkraft sichernde Erhöhungen der staatlichen Rente unter dem „Triple Lock System“.
In Australien zieht die Gold Coast viele Rentner an.
In Japan wird diskutiert, inwieweit eine Förderung der Wohnsitzverlagerung von Älteren aus Tokyo und Umgebung in ländliche Regionen dazu beitragen kann, der Knappheit der Pflege- und Versorgungsinfrastruktur im Großstadtraum zu begegnen.
Einige Staaten – etwa Indonesien, die Philippinen und Thailand – vergeben ein Rentner-Visum für einen Daueraufenthalt an Ausländer ab einer Mindestaltersgrenze, die über ein ausreichend hohes regelmäßiges Einkommen verfügen bzw. inländische Investitionen tätigen.

## Remigration im Alter

### Rückkehr von Arbeitsmigranten
Besonders bei Migranten stellt sich nach den Wegfall der Restriktionen der Erwerbsarbeit die Frage, nach einer Änderung des Aufenthaltsortes und ihres Status. Es stehen nach der Migrationssoziologie analytisch mindestens vier Möglichkeiten offen, wobei die Übergänge fließend sind:
- Transnationale Mobilität: Der aktuelle Wohnort wird als Hauptwohnsitz beibehalten und der Migrant pendelt zwischen den Ländern. Das ist empirisch der häufigste Fall.
- Verbleib am Aufenthaltsort: Der Migrant bleibt an dem Ort, an dem er so lange im Erwachsenenalter gelebt und gearbeitet hat.
- Sesshafte Rückkehr: Der Migrant kehrt an seinen Ursprungsort zurück.
- Transnationale Rückkehr: Heimkehr an den Ursprungsort verbunden mit einem grenzüberschreitenden Pendeln.

Für die Entscheidung von Bedeutung sind Faktoren wie Geschlecht, Gesundheit, finanzielle Aspekte, Wohnort von Familienmitgliedern (insbesondere Kinder und Enkel; Frauen tendieren zu einer stärkeren Anbindung als Männer) und bilaterale Abkommen zur sozialen Absicherung (z. B. Krankenversicherung).

### Rückkehr von Altersmigranten
Ruheständler, die als Lifestyle-Migranten gealtert sind, entscheiden sich mit zunehmendem Alter zu einer Rückkehr in ihre Heimat. Eine Studie zu britischen Ruheständlern, die aus Spanien zurückkehrten, nennt die folgenden Gründe:
- Gesundheit und Pflege: Mangel an angemessenen Pflegeheimen, größere Gesundheitsprobleme, Sprachbarrieren und kein Zugang zu familiärer Pflege.
- Finanzielle Aspekte: Steigende Lebenshaltungskosten, Kosten für Gesundheitsleistungen, Wechselkursänderungen und Finanzierungsschwierigkeiten der Kranken- und Alterspflege.
- Soziale Lage: Tod des Partners, Familienbezug und Nostalgie, Einsamkeit und Isolation, Abgelegenheit des Wohnsitzes und Sprachbarrieren.

## Kontext und Folgen

### Auslandspflege
In einigen Ländern bestehen kommerzielle, auf die Gesundheit und Pflege von Auswanderern spezialisierte Dienstleistungen. Einen Spezialfall der Altersmigration stellt die Auslandspflege dar – die Unterbringung pflegebedürftiger Senioren in Pflegeeinrichtungen im Ausland. Dahinter kann in manchen Fällen die Absicht stehen, hohe Pflegekosten in Einrichtungen der Herkunftsländer zu vermeiden. Besonders in den grenznahen Gebieten Polens, Tschechiens, Ungarns, Sloweniens und der Slowakei wird für Einrichtungen für pflegebedürftige Personen aus Deutschland und Österreich geworben. Nach Anbietern aus dem deutschsprachigen Raum entdecken auch Unternehmer in Mittelosteuropa Pflegeheime und Seniorenresidenzen als lukratives Geschäftsfeld.
Problematisch ist die Ausnutzung eines Kostengefälles bei Pflegekosten zwischen dem Herkunfts- und dem Aufnahmeland älterer Menschen. Die zu erwartende Angleichung niedriger Löhne für Pflegekräfte in einem Land der Europäischen Union an das im Herkunftsland übliche Lohnniveau macht langfristig entsprechende Geschäftsmodelle finanziell unattraktiv.

### Preisniveau
In den Zielländern bzw. -regionen wird durch die Zuwanderung von vergleichsweise reichen Senioren teils ein Zugewinn an Arbeitsplätzen und eine stärkere Nachfrage nach Gütern und Dienstleistungen erwartet, was im Interesse der entsprechenden Anbieter liegt.
Seit Längerem ortsansässige Konsumenten jedoch müssen infolge der zusätzlichen Nachfrage mit einem generell lokal steigenden Preisniveau rechnen. In bestimmten Regionen, so etwa in den ecuadorianischen Anden, führt der Residenztourismus zu einem Ansteigen der Grundstückspreise. Dadurch wird Bauern die Landwirtschaft erschwert und junge Einheimische sehen sich gezwungen, sich bezahlte Arbeit zu suchen oder abzuwandern, wenn sie sich den Zukauf von neuem Land nicht leisten können.